# Odrava (fiume)
Odrava, (in tedesco Wondreb) è un fiume che nasce al confine tra la Baviera e la Boemia occidentale e sfocia nel fiume Ohře. La parte tedesca scorre nel circondario di Tirschenreuth, nel distretto dell'Alto Palatinato, mentre quella ceca passa attraverso il distretto di Cheb, nella regione di Karlovy Vary.

## Descrizione
Il fiume nasce a nord-ovest della cittadina di Mähring ai pendici di una collina di altitudine 732 metri. Inizialmente procede diretto a sud-ovest verso il paesino Hiltershof; poi il fiume Odrava percorre un grande giro in senso orario, scorrendo attraverso la città di Waldsassen e giungendo finalmente in territorio ceco. A est di Cheb le acque dell'Odrava vengono rinchiuse nella diga di Jesenice, edificata nel 1961. Essa, con una superficie di 7,5 km², viene utilizzata principalmente per le irrigazioni e per protezione contro eventuali inondazioni. Circa tre chilometri a valle della diga, il flusso completa il suo percorso nell'omonimo villaggio, sfociando nel fiume Ohře.

## Affluenti maggiori
Rep. Ceca
- Strouha (S)[2]
- Mohelenský (D)
- Jesenický (D)
- Lipoltovský (D)